# Santo Antônio de Jesus (Skulptur)

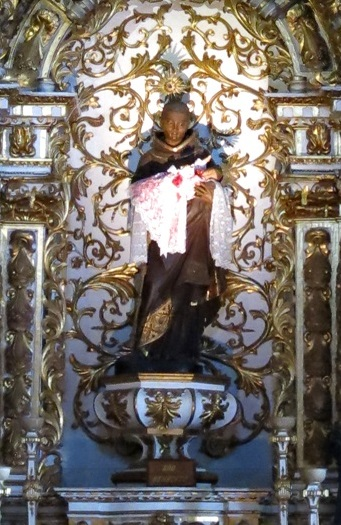
Statue des hl. Antonius von Padua in der Kirche São Francisco in Salvador (Bahia)

Santo Antônio de Jesus ist der volkstümliche Name einer Statue des hl. Antonius von Padua in der berühmten Barockkirche Igreja de São Francisco in Salvador (Bahia), Brasilien. Die Figur unterscheidet sich von der üblichen Ikonografie des Franziskaners mit dem Jesuskind dadurch, dass Antonius als Schwarzer dargestellt ist. Seit dem 18. Jahrhundert findet am 13. Juni der feierliche Segen des franziskanischen Heiligen statt.
Verselbstständigt hat sich die Verehrung der Statue bei den Capoeiristas, denen Santo Antônio de Jesus als Schutzheiliger gilt. Die Feier am Antoniustag wird auch von Anhängern des Synkretismus begangen, die in dem katholischen Heiligen ein Gottwesen der Yoruba sehen. Die Antoniusfigur steht bei ihnen für den Orixa Ogum (Herr über Eisen, Krieg, Landwirtschaft und Technologie).